# Bitsch
Bitsch es una comuna suiza del cantón del Valais, ubicada en el distrito de Raroña oriental. Limita al norte y noreste con la comuna de Riederalp, al sureste con Termen, y al suroeste y oeste con Naters.